# Brent Fitz
Pour les articles homonymes, voir Fitz.
Brent Fitz (né le 27 mars 1970 à Winnipeg est le batteur canadien non officiel de Theory of a Deadman. Il joue dans plusieurs autres groupes comme Union, V/A, Bruce Kulick, Alice Cooper et plusieurs autres. Mais il est principalement dans Theory of a Deadman et Union. En 2010, 2012 et 2014, il est le batteur sur la tournée mondiale du guitariste Slash avec lequel il enregistre les albums Apocalyptic Love et World on Fire.